# Teambuilding

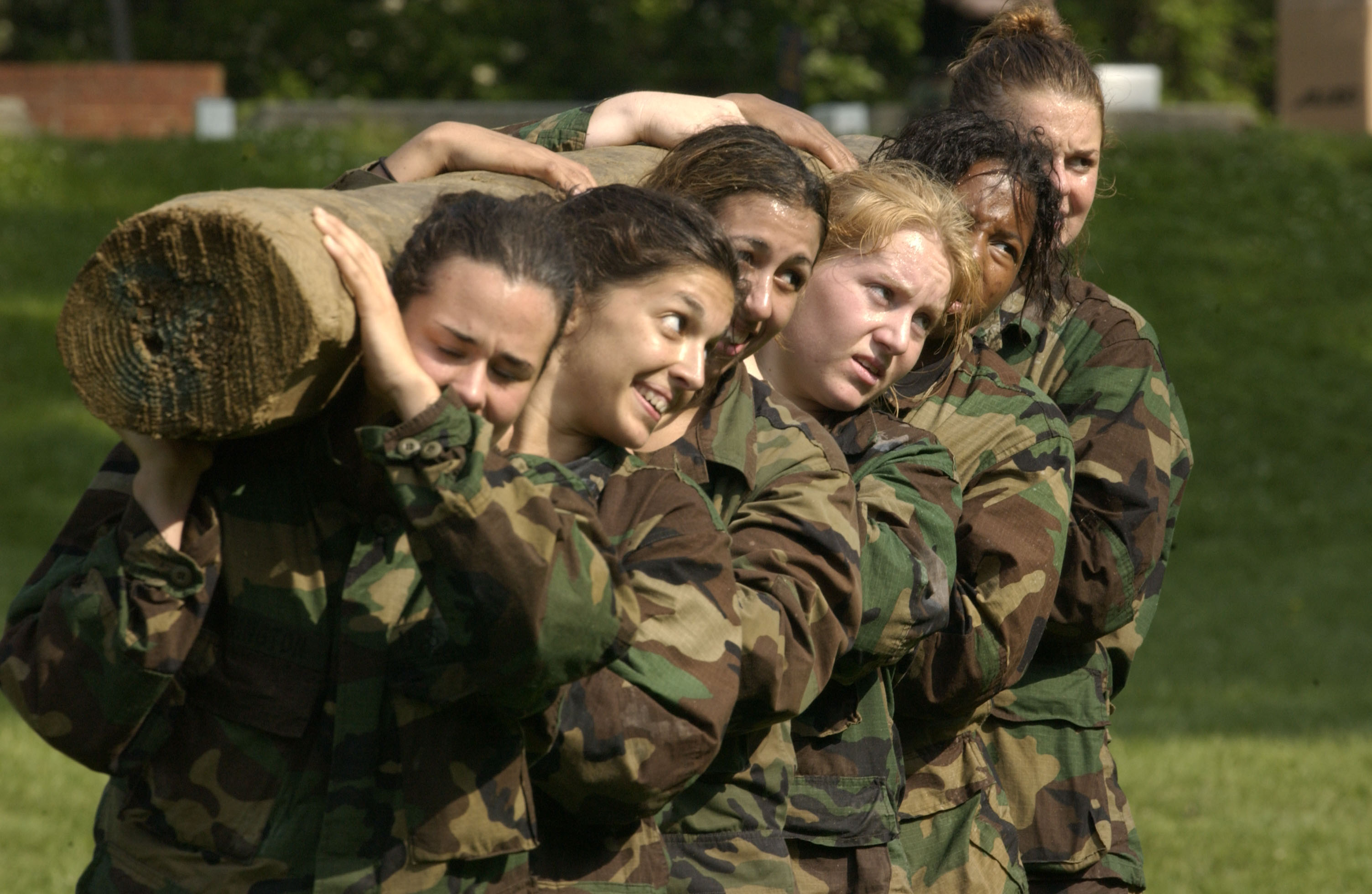

Teambuilding är aktiviteter som syftar till att sammansvetsa en grupp människor, ofta ett arbetslag eller ett lag inom sport, så att samarbete och socialt samspel fungerar bättre. Teambuildingövningar och aktiviteter kan utföras både inomhus och utomhus.